# Александрово-Заводское сельское поселение
Се́льское поселе́ние «Александрово-Заводское» — муниципальное образование в Александрово-Заводском районе Забайкальского края Российской Федерации.
Административный центр — село Александровский Завод.

## История
Статус и границы сельского поселения установлены Законом Читинской области от 19 мая 2004 года «Об установлении границ, наименований вновь образованных муниципальных образований и наделении их статусом сельского, городского поселения в Читинской области».

## Население
| 2010  | 2011  | 2012  | 2013  | 2014  | 2015  | 2016  |
| ----- | ----- | ----- | ----- | ----- | ----- | ----- |
| 2635  | ↘2625 | ↘2583 | ↘2542 | ↘2508 | ↘2473 | ↗2498 |
| 2017  | 2018  | 2019  | 2020  | 2021  |       |       |
| ↘2458 | ↘2420 | ↘2364 | ↘2344 | ↘2111 |       |       |

## Состав сельского поселения
| № | Населённый пункт      | Тип населённого пункта       | Население |
| - | --------------------- | ---------------------------- | --------- |
| 1 | Александровский Завод | село, административный центр | ↘2160     |
| 2 | Журавлёво             | село                         | ↘129      |